# Aerofagie
Aerofagia (din greacă: aer, aeros = aer +  φαγεῖν / fagein = a mânca) este o tulburare digestivă care constă în înghițirea și acumularea în partea inferioară a esofagului și în cea superioară a stomacului a unei cantități de aer.
Ca fenomen fiziologic, aerofagia determină, atunci când cantitatea de aer înghițită este prea mare, senzații de balonare, palpitații, stare de oboseală etc.
Apare ca fenomen patologic la nevropați; la sugari se datorează, în cele mai multe cazuri, suptului în gol.
Aerofagia voluntară este utilizată pentru a permite vorbirea esofagiană dupa excizia chirurgicală a laringelui.

## Tratament
Există o serie de preparate farmaceutice cu care se poate trata aerofagia. Cărbunele activat, argilele absorbante sau simeticonul reduc volumul gazelor și ameliorează senzația de balonare. Alte produse, denumite prokinetice (de tipul metoclopramid sau domperidon) pot să amelioreze simptomele neplăcute prin stimularea motilității intestinale. 
Tot eficiente sunt și plantele folosite drept condimente, precum busuiocul sau coriandrul, care favorizează eliminarea gazelor. 